# Стівен Макфейл
Стівен Макфейл (англ. Stephen McPhail, нар. 9 грудня 1979, Лондон) — ірландський футболіст, що грав на позиції півзахисника.
Виступав, зокрема, за «Лідс Юнайтед» та «Кардіфф Сіті», а також національну збірну Ірландії.

## Клубна кар'єра
Народився 9 грудня 1979 року в місті Лондон, але виріс у Ірландії, в містечку Раш, де і почав займатись футболом у клубі «Хоум Фарм». У 1995 році Макфейл потрапив в академію «Лідс Юнайтед».
Дебютував за першу команду в лютому 1998 року в матчі Прем'єр-ліги проти «Лестер Сіті» і кінця сезону зіграв ще три гри у чемпіонаті, а у наступному зіграв вже 17. З сезону 1999/00 Макфейл став основним гравцем клубу, але через травми у наступні роки знову став пропускати багато матчів, через що двічі здавався в оренду в клуби другого дивізіону «Міллволл» та «Ноттінгем Форест», а 2004 року загалі покинув клуб, після того як він вилетів з Прем'єр-ліги, зігравши за нього загалом 78 матчів у вищому дивізіоні країни.
У липні 2004 року Стівен підписав контракт з клубом третього дивізіону «Барнслі», в якому провів два сезони, допомігши у останньому з них команді виграти плей-оф та вийти до Чемпіоншипу.
2006 року Макфейл перейшов у інший клуб другого англійського дивізіону «Кардіфф Сіті». Відіграв за валійську команду наступні сім сезонів своєї ігрової кар'єри. Більшість часу, проведеного у складі «Кардіфф Сіті», був основним гравцем команди і деякий час був капітаном команди.
Після цього протягом першої половини сезону 2013/14 років захищав кольори «Шеффілд Венсдей» у Чемпіоншипі, а у лютому 2014 року підписав угоду з ірландським «Шемрок Роверс», за який виступав протягом 2014—2016 років. Завершив ігрову кар'єру у жовтні 2016 року і незабаром після цього був призначений спортивним директором команди.

## Виступи за збірні
У складі юнацької збірної Ірландії (U-20) поїхав на молодіжний чемпіонат світу 1999 року в Нігерії, де забив у матчі групового етапу з Саудівською Аравією (2:0) гол, який став першим для ірландців на тому турнірі, а збірна дійшла до 1/8 фіналу.
2001 року дебютував в офіційних матчах у складі національної збірної Ірландії. Протягом кар'єри у національній команді, яка тривала 4 роки, провів у її формі 10 матчів, забивши 1 гол.

## Титули і досягнення
- Чемпіон Європи (U-18): 1998